# 沃利 (海象)
沃利（Wally），也被称为流浪海象沃利（Wally the Wandering Walrus），是一只雄性北极海象，因在2021年远离海象的常见活动区域，出现在西欧海岸的多个地点（主要是爱尔兰和英国）而引起了广泛的媒体关注。他的体重估计约为800（1,800英磅）。

## 生平
据信沃利最早于2021年3月出现在爱尔兰凯里郡的瓦伦西亚岛。他约是4岁大，体重大约有800（1,800英磅）。几天后，有人在威尔士彭布罗克郡布罗德港南海滩附近再次发现了他。随后，有人看到沃利在滕比的皇家国家救生艇协会 (RNLI) 救生艇滑道上晒太阳。在滕比期间，沃利经常在救生艇滑道上晒太阳，给救生艇部署时造成了麻烦。当地救生艇船员采取了多种方法来阻止他，其中一次还使用了气喇叭进行驱赶。沃利还在滕比港湾内弄沉了一艘小艇并试图登上一艘渔船。在威尔士的这些目击事件之后，沃利在滕比停留了将近三个月，随后被发现在康沃尔郡帕兹托海岸附近。

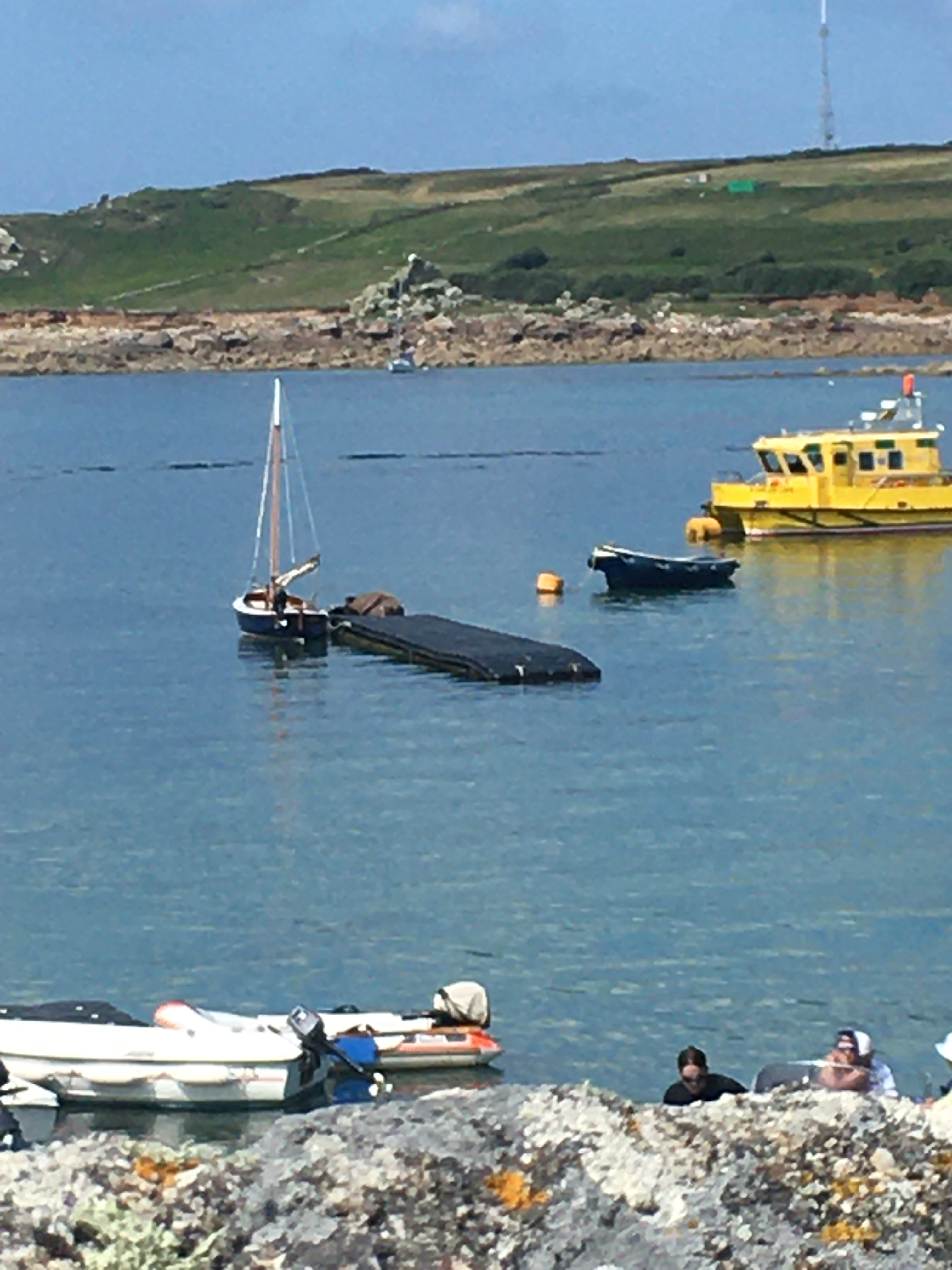
2021年7月1日，沃利在圣玛丽港的浮桥上休息

2021年5月，海象沃利出现在法国西部的莱萨布勒多洛讷。当地野生动物专家担心它可能被船撞伤了。之后，沃利被发现在西班牙的毕尔巴鄂，两周后又出现在锡利群岛附近，试图爬上休镇南部波特克雷萨海滩附近的船。有人还拍到沃利在圣马丁岛附近的一艘当地渔船上睡觉。在锡利群岛期间，海象沃利以巨大的体重压沉并损坏了多艘船只，促使当地组织，包括英国潜水员海洋生物救援组织、德文郡和康沃尔郡警察、皇家全國救生艇協會、锡利群岛野生动物信托基金以及圣玛丽港务局制定计划以人道的方式将沃利驱赶走或阻止其进入港口。圣玛丽港还为沃利专门建造了一座浮桥，让他可以在上面晒太阳并作为安全空间，避免他爬上船只造成损坏。8月初，他离开了锡利群岛，结束了在此将近三个月的逗留。
离开锡利群岛后，海象沃利游到了科克郡的克鲁克黑文港，当地为他又建了一座浮桥，以防止他损坏当地的船只。2021年9月，在离开爱尔兰三周后，沃利被发现出现在冰岛。 

## 反响
当海象沃利出现在锡利群岛时，有人发起了一项“将海象沃利带回家”的请愿书，截至2021年6月，该请愿书已收集到约200个签名。